# Clifton (Virgínia)
Clifton és una població dels Estats Units a l'estat de Virgínia. Segons el cens del 2000 tenia 185 habitants.

## Demografia
Segons el cens del 2000, Clifton tenia 185 habitants, 67 habitatges, i 52 famílies. La densitat de població era de 274,7 habitants per km².
Dels 67 habitatges en un 40,3% hi vivien nens de menys de 18 anys, en un 68,7% hi vivien parelles casades, en un 6% dones solteres, i en un 20,9% no eren unitats familiars. En el 13,4% dels habitatges hi vivien persones soles el 3% de les quals corresponia a persones de 65 anys o més que vivien soles. El nombre mitjà de persones vivint en cada habitatge era de 2,76 i el nombre mitjà de persones que vivien en cada família era de 3,06.
Per edats la població es repartia de la següent manera: un 23,2% tenia menys de 18 anys, un 7,6% entre 18 i 24, un 32,4% entre 25 i 44, un 32,4% de 45 a 60 i un 4,3% 65 anys o més.
L'edat mediana era de 37 anys. Per cada 100 dones de 18 o més anys hi havia 125,4 homes.
La renda mediana per habitatge era de 111.048 $ i la renda mediana per família de 117.446 $. Els homes tenien una renda mediana de 62.188 $ mentre que les dones 47.500 $. La renda per capita de la població era de 47.459 $. Cap de les famílies estaven per davall del llindar de pobresa.

## Poblacions més properes
El següent diagrama mostra les poblacions més properes.